# Kadukempong
Kadukempong is een bestuurslaag in het regentschap Serang van de provincie Banten, Indonesië. Kadukempong telt 2446 inwoners (volkstelling 2010).